# Acanthodactylus arabicus
Espèce
Synonymes
- Acanthodactylus cantoris var. arabicus Boulenger, 1918

Statut de conservation UICN

 LC  : Préoccupation mineure
Acanthodactylus arabicus est une espèce de sauriens de la famille des Lacertidae.

## Répartition
Cette espèce est endémique du Yémen.

## Publication originale
- Boulenger, 1918 : Sur les lézards du genre Acanthodactylus Wieg. Bulletin de la Societe Zoologique de France, vol. 43, p. 143-155 (texte intégral).